# Peter Riedl
Peter Heinrich Riedl (Vienna, 15 agosto 1910 – Melk, 27 settembre 1992) è stato un pallanuotista austriaco.
È stato un giocatore di pallanuoto austriaco che ha partecipato alle Olimpiadi estive del 1936.